# Santo Agostinho (Moura)
 Santo Agostinho  ist eine portugiesische Gemeinde (Freguesia) im Kreis Moura im Distrikt (Beja), mit einer Fläche von 121,3 km² und 4364 Einwohnern (Stand 30. Juni 2011). Dies ergibt eine Einwohnerdichte von 36 Einwohnern/km².